# Buffy the Vampire Slayer: Radio Sunnydale - Music from the TV Series
Albums de Différents artistes
Once More, with Feeling Soundtrack Buffy the Vampire Slayer: The Score
Buffy the Vampire Slayer: Radio Sunnydale est un album issu de la bande originale de la série télévisée Buffy contre les vampires. Il contient des morceaux extraits des saisons 5 à 7 de la série. Deux versions radicalement différentes de l'album ont été éditées, l'une aux États-Unis et l'autre au Royaume-Uni. La pochette des deux versions de l'album est aussi totalement différente.

## Liste des pistes (version américaine)
| No  | Titre                            | Interprète(s)      | Durée |
| --- | -------------------------------- | ------------------ | ----- |
| 1.  | Buffy Main Title Theme           | The Breeders       | 1:12  |
| 2.  | Stop Thinking About It           | Joey Ramone        | 2:58  |
| 3.  | Bohemian Like You                | The Dandy Warhols  | 3:33  |
| 4.  | Everybody Got Their Something    | Nikka Costa        | 4:20  |
| 5.  | Key                              | Devics             | 3:29  |
| 6.  | Sound of the Revolution          | Lunatic Calm       | 4:03  |
| 7.  | Ballad for Dead Friends          | Dashboard Prophets | 4:14  |
| 8.  | Blue                             | Angie Hart         | 2:49  |
| 9.  | Pavlov's Bell                    | Aimee Mann         | 4:26  |
| 10. | There's No Other Way             | Blur               | 3:23  |
| 11. | Prayer of Saint Francis          | Sarah McLachlan    | 1:58  |
| 12. | The Final Fight (Original Score) | Robert Duncan      | 4:02  |

## Liste des pistes (version britannique)
| No  | Titre                            | Interprète(s)        | Durée |
| --- | -------------------------------- | -------------------- | ----- |
| 1.  | Buffy Main Title Theme           | The Breeders         | 1:12  |
| 2.  | Bohemian Like You                | The Dandy Warhols    | 3:33  |
| 3.  | Everybody Got Their Something    | Nikka Costa          | 4:20  |
| 4.  | Dead Guys with Bombs             | Christophe Beck      | 2:55  |
| 5.  | Key                              | Devics               | 3:29  |
| 6.  | Sound of the Revolution          | Lunatic Calm         | 4:03  |
| 7.  | Ballad for Dead Friends          | Dashboard Prophets   | 4:14  |
| 8.  | Blue                             | Angie Hart           | 2:49  |
| 9.  | Pavlov's Bell                    | Aimee Mann           | 4:26  |
| 10. | That Kind of Love                | Alison Krauss        | 3:44  |
| 11. | Sink or Float                    | Aberdeen (en)        | 3:27  |
| 12. | Still Life                       | Patty Medina         | 4:27  |
| 13. | Black Cat Bone                   | Laika                | 4:25  |
| 14. | Just as Nice                     | Man of the Year      | 2:59  |
| 15. | I Can't Take My Eyes off You     | Melanie Doane (en)   | 3:55  |
| 16. | The Sun Keeps Shining on Me      | Fonda (en)           | 4:07  |
| 17. | Run Away                         | Halo Friendlies (en) | 3:02  |
| 18. | Summerbreeze                     | Emiliana Torrini     | 3:40  |
| 19. | Sugar Water                      | Cibo Matto           | 4:30  |
| 20. | The Final Fight (Original Score) | Robert Duncan        | 4:02  |
| 21. | Buffy the Vampire Slayer Theme   | Nerf Herder          | 1:03  |